# Cognat-Lyonne
Cognat-Lyonne is een gemeente in het Franse departement Allier (regio Auvergne-Rhône-Alpes) en telt 547 inwoners (1999). De plaats maakt deel uit van het arrondissement Vichy.
De kerk Sainte-Radegonde ligt afgescheiden van het dorp op een heuvel. De romaanse kerk werd gebouwd in de 12e eeuw en is in 1862 beschermd als historisch monument.

## Geografie
De oppervlakte van Cognat-Lyonne bedraagt 12,6 km², de bevolkingsdichtheid is 43,4 inwoners per km².
De onderstaande kaart toont de ligging van Cognat-Lyonne met de belangrijkste infrastructuur en aangrenzende gemeenten.

## Demografie
Onderstaande figuur toont het verloop van het inwonertal (bron: INSEE-tellingen).
Vanwege een beveiligingsprobleem met de MediaWiki Graph-software is het momenteel niet mogelijk deze grafiek weer te geven. Zodra de software is bijgewerkt zal de grafiek vanzelf weer zichtbaar worden.